# Herochroma perspicillata
Herochroma perspicillata là một loài bướm đêm thuộc họ Geometridae. Loài này có ở Trung Quốc (Vân Nam).
Chiều dài cánh trước khoảng 25,5 mm đối với con đực.